# Daltjärnarna (Arvidsjaurs socken, Lappland, 731151-168051)
Daltjärnarna är en sjö i Arvidsjaurs kommun i Lappland och ingår i Piteälvens huvudavrinningsområde. Sjön har en area på 0,0181 kvadratkilometer och ligger 317,3 meter över havet.

## Delavrinningsområde
Daltjärnarna ingår i det delavrinningsområde (731121-168043) som SMHI kallar för Utloppet av Laxtjärnen. Medelhöjden är 338 meter över havet och ytan är 2,18 kvadratkilometer. Det finns inga avrinningsområden uppströms utan avrinningsområdet är högsta punkten. Vattendraget som avvattnar avrinningsområdet har biflödesordning 4, vilket innebär att vattnet flödar genom totalt 4 vattendrag innan det når havet efter 125 kilometer. Avrinningsområdet består mestadels av skog (90 procent). Avrinningsområdet har 0,16 kvadratkilometer vattenytor vilket ger det en sjöprocent på 4,4 procent.